# Olds-Didsbury-Three Hills
Circonscription électorale provinciale du Canada
Olds-Didsbury-Three Hills (auparavant Olds-Didsbury) est une circonscription électorale provinciale de l'Alberta (Canada), située au nord de Calgary. Elle comprend les villes de Olds, Didsbury et Three Hills. Cette circonscription est la seule en Alberta d'avoir élu un député séparatiste : dans une élection partielle en 1982, Gordon Kesler du parti Western Canada Concept (concept de l'Ouest canadien) a choqué tout le Canada avec sa victoire. 
Son député actuel est Nathan Cooper du Parti conservateur uni.

## Liste des députés
| Années                    | Années          | Député              | Parti politique           |
| Olds-Didsbury             | Olds-Didsbury   | Olds-Didsbury       | Olds-Didsbury             |
| ------------------------- | --------------- | ------------------- | ------------------------- |
|                           | 1963 - 1967     | Robert Curtis Clark | Créditiste                |
|                           | 1967 - 1971     | Robert Curtis Clark | Créditiste                |
|                           | 1971 - 1975     | Robert Curtis Clark | Créditiste                |
|                           | 1975 - 1979     | Robert Curtis Clark | Créditiste                |
|                           | 1979 - 1982     | Robert Curtis Clark | Créditiste                |
|                           | 1982            | Gordon Kesler       | Western Canada Concept    |
|                           | 1982 - 1986     | Stephen Stiles      | Progressiste-conservateur |
|                           | 1986 - 1989     | Roy Brassard        | Progressiste-conservateur |
|                           | 1989 - 1993     | Roy Brassard        | Progressiste-conservateur |
|                           | 1993 - 1997     | Roy Brassard        | Progressiste-conservateur |
| Olds-Didsbury-Three Hills |                 |                     |                           |
|                           | 1997 - 2001     | Richard Marz        | Progressiste-conservateur |
|                           | 2001 - 2004     | Richard Marz        | Progressiste-conservateur |
|                           | 2004 - 2008     | Richard Marz        | Progressiste-conservateur |
|                           | 2008 - 2012     | Richard Marz        | Progressiste-conservateur |
|                           | 2012 - 2014     | Bruce Rowe          | Wildrose                  |
|                           | 2014 - 2015     | Bruce Rowe          | Progressiste-conservateur |
|                           | 2015 - 2017     | Nathan Cooper       | Wildrose                  |
|                           | 2017 - 2019     | Nathan Cooper       | Conservateur uni          |
|                           | 2019 - 2023     | Nathan Cooper       | Conservateur uni          |
|                           | 2023 - en cours | Nathan Cooper       | Conservateur uni          |